# 埃舍瑙湖
47°56′42″N 12°23′52″E / 47.94500°N 12.39778°E
埃舍瑙湖（德語：Eschenauer See），是德國的湖泊，位於該國東南部，由巴伐利亞州負責管轄，處於皮滕哈特，長0.6公里、寬0.3公里，面積0.02平方公里，海拔高度526米，平均水深3.1米，最大水深3.7米。